# Amata evanescens
Amata evanescens là một loài bướm đêm thuộc phân họ Arctiinae, họ Erebidae.